# Altingiaceae
Altingiaceae је фамилија дрвенастих дикотиледоних скривеносеменица. Обухвата 3 савремена рода са око 18 врста, распрострањених у Азији и Северној Америци. Представници ове фамилије често су сврставани у фамилију хамамелиса (Hamamelidaceae). Најпознатија врста је амбра (Liquidambar styraciflua), популарна као парковска биљка.